# Cliffordalgebra
Cliffordalgebra är en typ av vektoralgebra som kan betraktas som en generalisering av komplexa tal och kvaternioner. Algebran är uppkallad efter William Kingdon Clifford.
Geometrisk algebra, Cliffords ursprungliga algebra från vilken begreppet Cliffordalgebra generaliserats, har en mängd tillämpningar inom datorgrafik och fysik.